# Boersenap
Boersenap (Erucastrum austroafricanum) är en korsblommig växtart som beskrevs av Al-shehbaz och S.I. Warwick. Enligt Catalogue of Life ingår Boersenap i släktet kålsenaper och familjen korsblommiga växter, men enligt Dyntaxa är tillhörigheten istället släktet kålsenaper och familjen korsblommiga växter. Arten förekommer tillfälligt i Sverige, men reproducerar sig inte. Inga underarter finns listade i Catalogue of Life.